# Bernd Barleben
Bernd Barleben   (Berlín, 1 de gener de 1940) és un ciclista alemany, ja retirat, que va córrer durant els anys 60 del segle xx. Es dedicà principalment a la pista.
El 1960 va prendre part en els Jocs Olímpics de Roma, en què va guanyar una medalla de plata en la prova de persecució per equips, junt amb Siegfried Köhler, Peter Gröning i Manfred Klieme.

## Palmarès
- 1960
  -  Medalla de plata als Jocs Olímpics de Roma en persecució per equips
  - 1r a la Berlín-Cottbus-Berlín
- 1961
  - Campió de la RDA de persecució per equips, junt a Wolfgang Schmelzer, Siegfried Köhler i Manfred Klieme
- 1962
  - Campió de la RDA de persecució per equips, junt a Wolfgang Schmelzer, Siegfried Köhler i Manfred Klieme
  - Campió de la RDA de velocitat per equips, junt a Manfred Klieme
- 1963
  - Campió de la RDA de persecució per equips, junt a Wolfgang Schmelzer i Siegfried Köhler
- 1964
  - Campió de la RDA de persecució per equips, junt a Wolfgang Schmelzer i Siegfried Köhler